# Gaspard-Félix Tournachon
Gaspard-Félix Tournachon (6 d'abril de 1820 - 21 de març de 1910), conegut popularment amb el monònim Nadar, va ser un periodista, il·lustrador i caricaturista, però sobretot fotògraf francès.

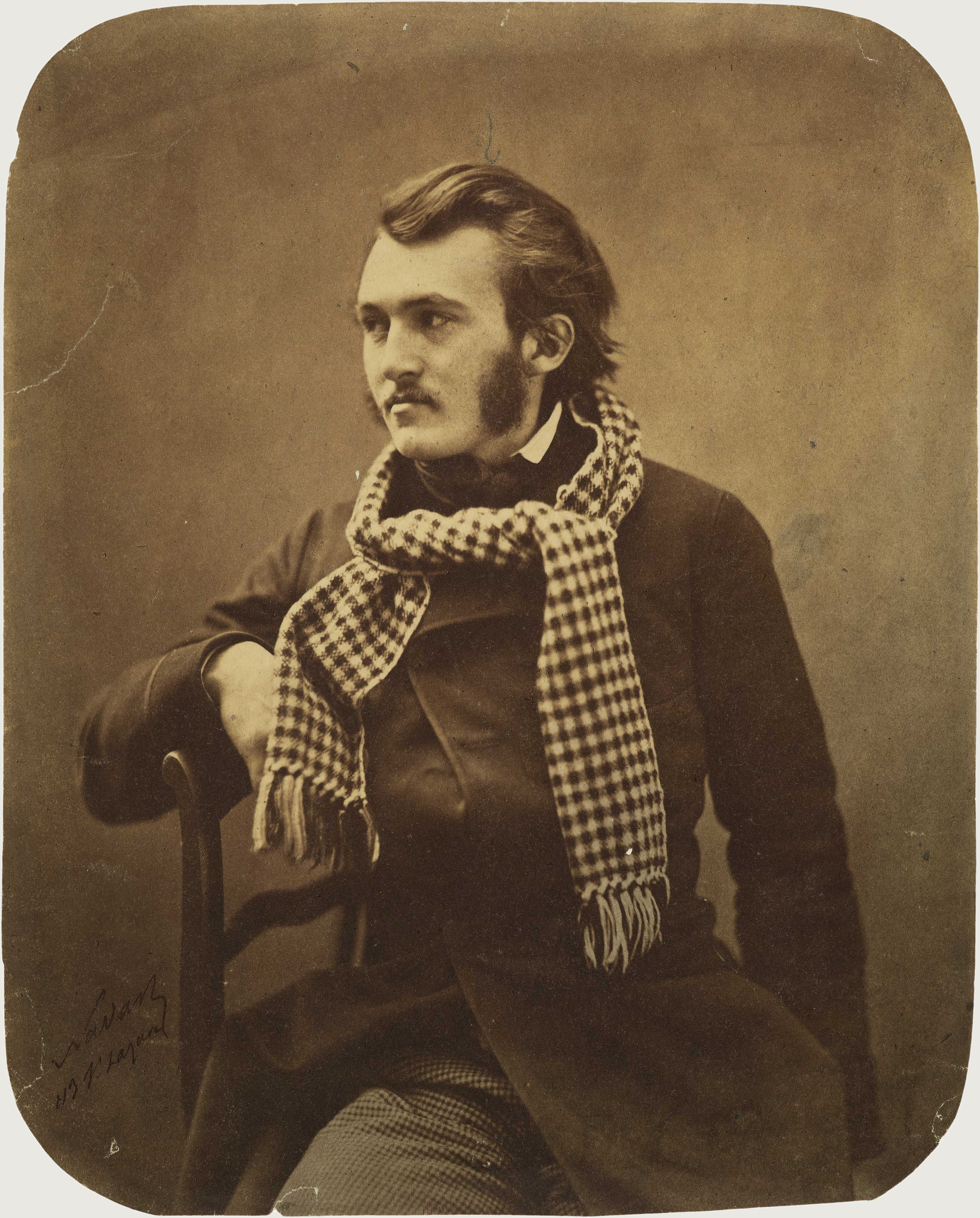
Fotografia de Gustave Doré per Nadar

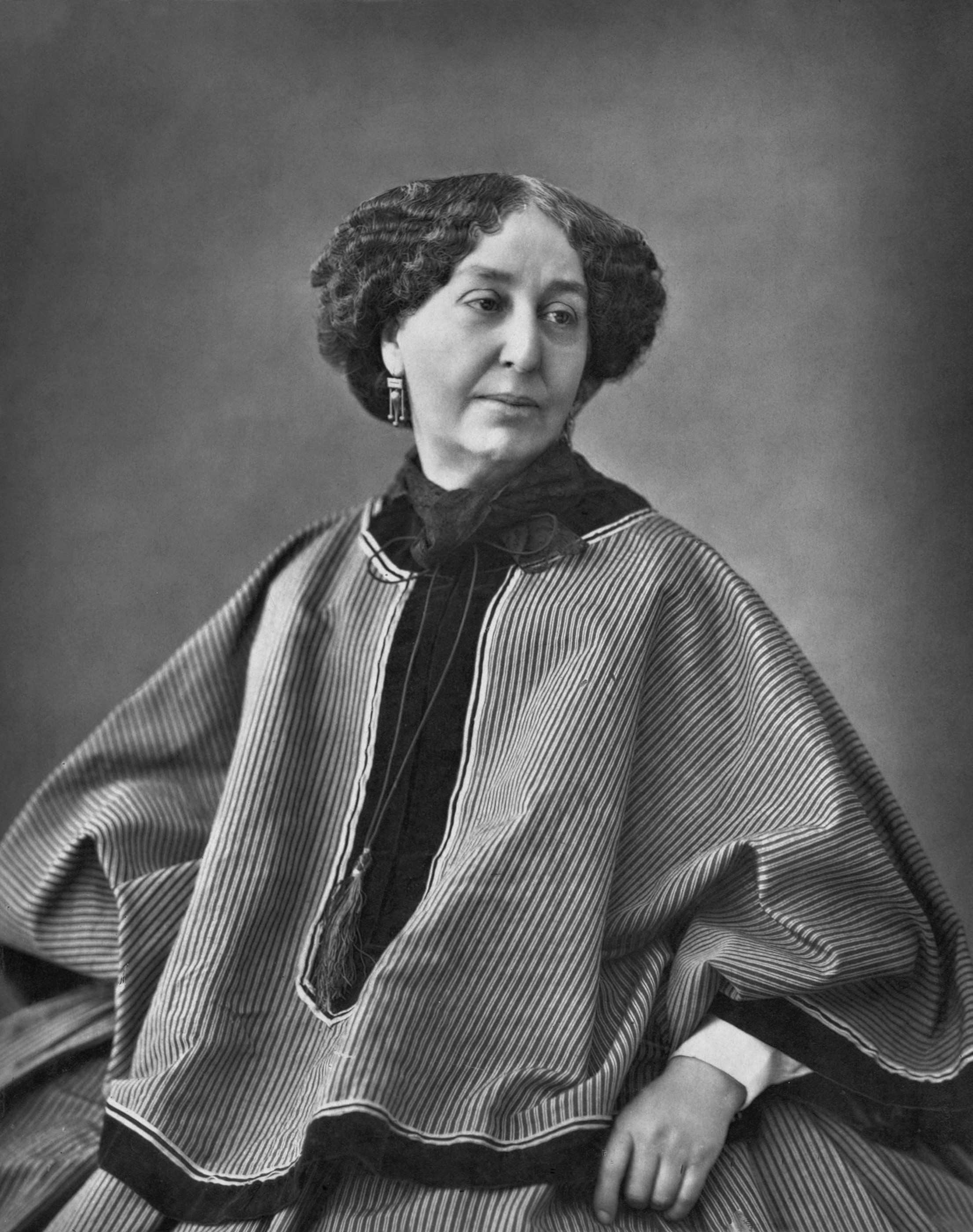
Fotografia de George Sand per Nadar

Per consell d'un amic va comprar una càmera fotogràfica que va utilitzar per recollir els retrats que haurien de servir de base de les caricatures de la seva obra Panthéon Nadar 1853, on van aparèixer grans personatges de la política i la cultura del moment pertanyents al seu cercle d'amistats, tals com Charles Pierre Baudelaire, etc.
Mai no es va plantejar el retrat fotogràfic com una activitat amb la qual guanyar diners, car mantenia unes idees estètiques sobre com realitzar els retrats que li allunyaven dels criteris més comercials, però que per contra l'elevaven al rang artístic. En tot moment es va negar a acolorir els retrats, així com a practicar qualsevol tipus de retoc. També va renunciar a la utilització d'elements d'attrezzo. Nadar únicament se serveix de la llum -manera d'il·luminar al model- i del gest -mirada i actitud dels models afavorida per la relaxació dels amics fotografiats-, com a elements principals de la fotografia.
Nadar feia retrats com ho faria un pintor però amb un mitjà nou. N'ha existit una llarg debat científic sobre si copiava/imitava la pintura, encara que sembla que finalment s'ha acabat amb la polèmica en reconèixer que si bé és cert que Nadar seguia els cànons clàssics ja assentats a la pintura amb una tècnica nova, no deixa de conrear un gènere artístic del qual també participa la pintura.
A les obres de Nadar l'important és realment el rostre del retratat raó per la qual es prescindeix d'ornaments supérfluos. En nom del realisme menysprea l'acolorit de les imatges o el seu retoc buscant amb això una major claredat.
A Nadar es deuen les primeres fotografies aèries de la història l'any 1856 realitzades amb una càmera fotogràfica des d'un globus aerostàtic. Aquesta innovació va tenir un gran interès militar. En els anys 1870 va ser nomenat comandant d'una companyia de globus aeroestàtics per prendre fotografies de les posicions dels prussians que envoltaven París.
També va ser el primer fotògraf a realitzar fotografies amb llum artificial aconseguint captar imatges de les catacumbes de París.
Correspon a Nadar l'honor d'haver acollit, l'abril de 1874 al seu estudi del boulevard des Capucines de Paris, la primera exposició dels pintors impressionistes francesos a la qual participaren, entre d'altres, Claude Monet, Pierre-Auguste Renoir, Camille Pissarro, Alfred Sisley, Paul Cézanne, Berthe Morisot i Edgar Degas.

## Fons personal
El Centre de Documentació i Museu de les Arts Escèniques conserva una petita part del treball fotogràfic de Nadar.